# NBA 2K12
NBA 2K12 — тринадцатая баскетбольная игра, созданная Visual Concepts и изданная 2K Sports. Релиз игры состоялся 4 октября 2011 года. Игра вышла на всех современных платформах, включая PlayStation 3, Xbox 360, Wii U, Microsoft Windows и другие. Лицом обложки стали звезды Национальной баскетбольной ассоциации: Ларри Берд, Мэджик Джонсон и Майкл Джордан.

## Геймплей
- NBA’s Greatest mode: Игрок впервые в серии сможет играть за великих игроков Национальной баскетбольной ассоциации:
- Карим Абдул-Джаббар (86-87, Лос-Анджелес Лейкерс)
- Ларри Берд (85-86, Бостон Селтикс)
- Уилт Чемберлен (71-72, Лос-Анджелес Лейкерс)
- Джулиус Ирвинг (84-85, Филадельфия Севенти Сиксерс)
- Патрик Юинг (94-95, Нью-Йорк Никс)
- Мэджик Джонсон (90-91, Лос-Анджелес Лейкерс)
- Майкл Джордан (92-93, Чикаго Буллз)
- Карл Мэлоун (97-98, Юта Джаз)
- Хаким Оладжьювон (93-94, Хьюстон Рокетс)
- Скотти Пиппен (95-96, Чикаго Буллз)
- Оскар Робертсон (70-71, Милуоки Бакс)
- Билл Рассел (64-65, Бостон Селтикс)
- Джон Стоктон (97-98, Юта Джаз)
- Айзея Томас (88-89, Детройт Пистонс)
- Джерри Уэст (70-71, Лос-Анджелес Лейкерс)

My Player mode: этот режим известен начиная с NBA 2K10. В нём много возможностей. Игрок может создать своего собственного игрока, развивать его навыки, отвечать на вопросы журналистов и попасть в список Зал Славы НБА.
Association: в режиме карьеры игрок может стать главным менеджером любой команды НБА, управлять составом, ротацией, производить трансферы и привести свою команду к победам.

## Саундтрек
Саундтреком игры выступают:

| - Middle Class Rut — New Low - Кёртис Блоу — Basketball - Shinobi Ninja — Rock Hood - Friendly Fires — Skeleton Boy - Machinedrum — Let It (Edit Remix) - Jamaica — By The Numbers - Hudson Mohawke — Thunder Bay (instrumental) - Project Lionheart — They Come Back - Dels — Shapeshift - Yelawolf и Трэвис Баркер — Let’s Go - James Pants — We’re Through - Freddie Gibbs — Look Easy (2K Original) | - D.J.I.G. featuring Elizabeth Eliades — Now’s My Time (2K Original) - XV — Awesome - Bad Meets Evil (Eminem & Royce Da' 5’9) — Fast Lane - Bassnectar — Cozza Frenzy - James Pants — We’re Through - See-I — Haterz - Cyhi Da Prynce — Sideways (2K Remix) - Aceyalone и Cee Lo Green — Workin' Man’s Blues |

## Отзывы
| Сводный рейтинг | Сводный рейтинг | Сводный рейтинг |
| Издание         | Оценка          | Оценка          |
| Издание         | PS3             | Xbox 360        |
| --------------- | --------------- | --------------- |
| GameRankings    | 89,81 %         | 88,39 %         |